# CV Palma Mallorca
CV Palma Mallorca war ein spanischer Volleyball-Verein, dessen Männer in der ersten spanischen Liga sowie im Europapokal der Landesmeister und der Pokalsieger spielten.
Der Verein wurde 1970 gegründet. Die erfolgreichste Zeit waren die 1980er Jahre, in denen der CV Palma siebenmal Meister und sechsmal Pokalsieger wurde und dabei 1986 bis 1988 dreimal in Folge das Double schaffte. 1984 stand man im Finale des Europapokals der Pokalsieger, 1990 wurde man Dritter im Europapokal der Landesmeister. 1991 wurde der Verein aufgelöst.
Der Verein trat unter verschiedenen Klubnamen an:
- 1970–1985: Son Amar Palma
- 1985–1987: Royaltur Son Amar Palma
- 1987–1990: CV Palma
- 1990: Orisba Palma
- 1990–1991: CV Palma

Der Verein wurde vom Besitzer des Show-Restaurants Son Amar Damià Seguí gefördert. Von 1993 bis 2011 sponserte Seguí den Verein Portol Palma Mallorca.